# Świerk czarny
Świerk czarny (Picea mariana (Mill.) Britton, Sterns & Poggenb.) – gatunek drzewa iglastego z rodziny sosnowatych. Rodzimy obszar występowania to Ameryka Północna, gdzie jest gatunkiem pospolitym, a zwarty zasięg jego występowania sięga od gór Wirginii na południu po granicę tundry na Alasce

## Morfologia

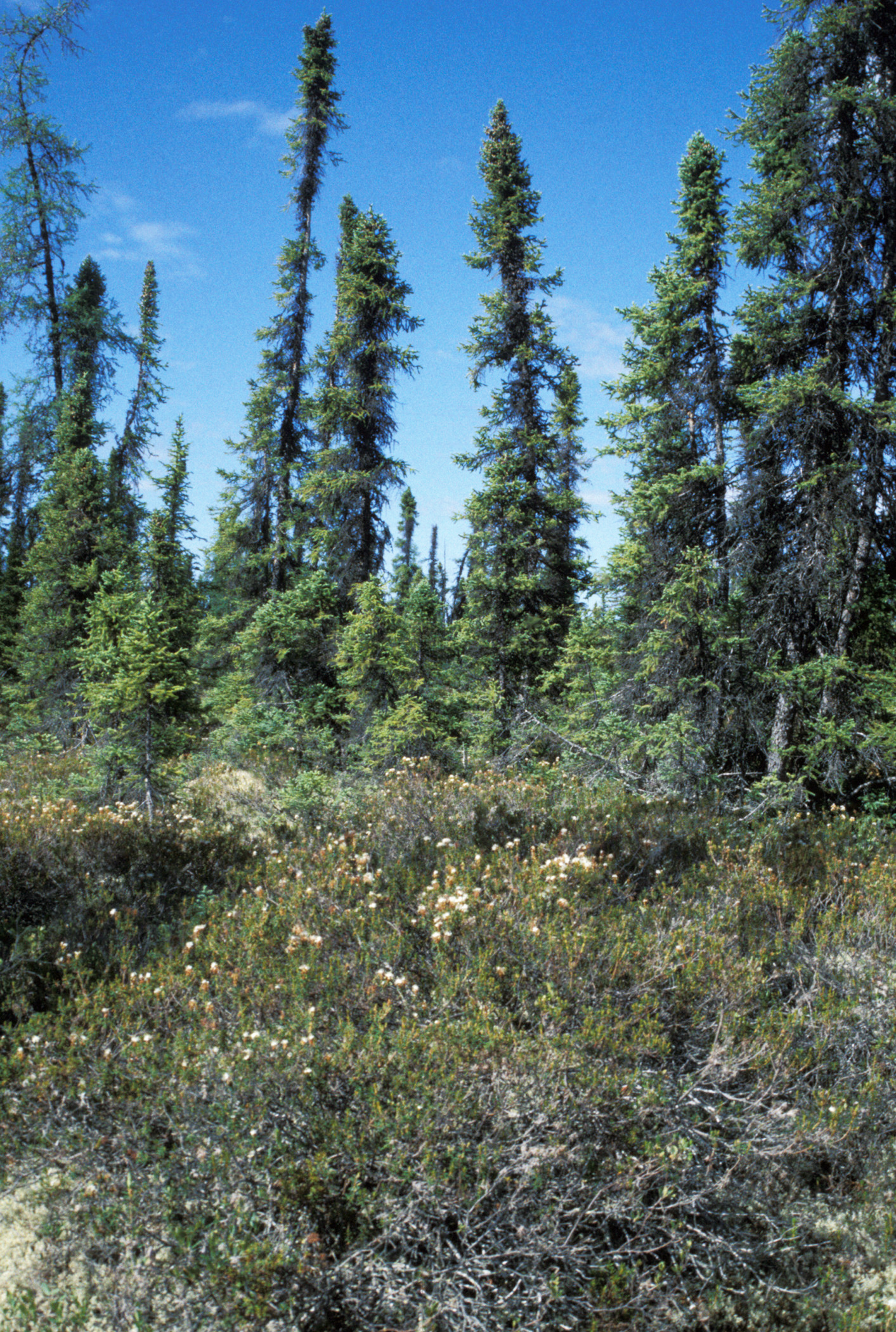
Pokrój

PokrójWąskostożkowy o gęstej koronie. Osiąga 20 m wysokości. Dolne gałęzie zwisają do ziemi i łatwo się w niej ukorzeniają.
LiścieMiękkie, smukłe i krótkie igły (do 15 mm długości), na przekroju kwadratowe. Wyrastają nierównomiernie dookoła pędu (na górnej stronie liczniej). Na dolnej stronie mają jaśniejsze, błękitne paski. Wydzielają cytrynowy zapach.
SzyszkiDrobne, o długości do 3,5 cm. Są purpurowobrązowe i pozostają na pędach przez długi czas – nawet do 30 lat.

## Zastosowanie
Jako drzewo ozdobne sadzony jest w parkach i ogrodach. Jest odporny na mróz (strefy mrozoodporności 1-8). Preferuje stanowiska bagienne i słoneczne. Uprawianych jest wiele kultywarów, m.in. karłowa 'Nana'.